# Laura Rizzotto

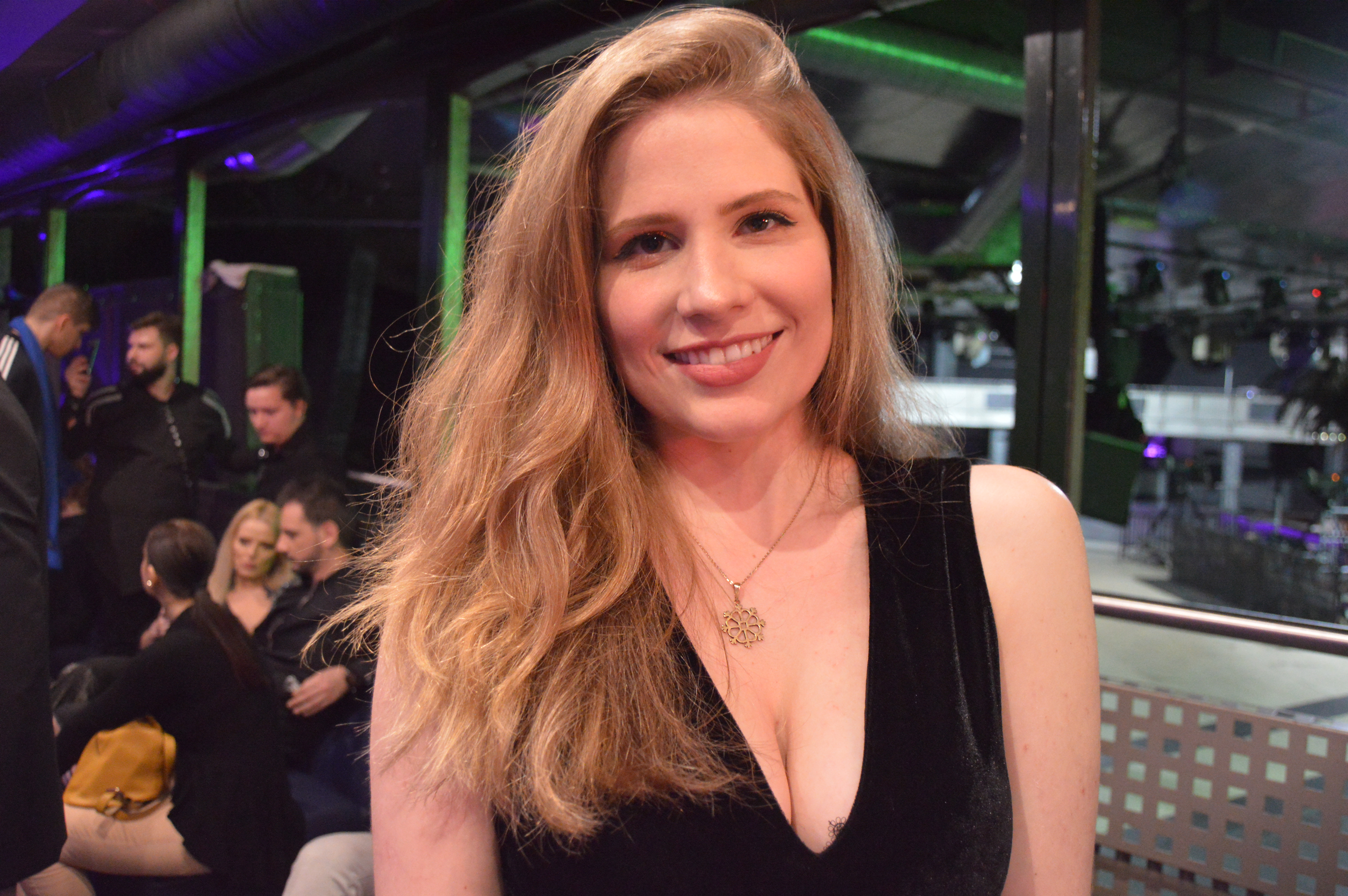
Laura Rizzotto (2018)

Laura Rizzotto (* 18. Juli 1994 in Rio de Janeiro) ist eine brasilianische Sängerin, Songwriterin und Musikerin.

## Leben
Im Alter von neun Jahren begann Rizzotto, Klavier zu spielen, als Teenager kamen Gitarre und Ukulele hinzu. Mit 15 Jahren wurde sie von einem Mitarbeiter der Universal Music Group (Brasilien) in einem Jazz-Club an der Copacabana entdeckt, der ihr zu einem Plattenvertrag verhalf. 2012 zog Laura Rizzotto nach Boston, um ein Stipendium für das Berklee College of Music anzunehmen. Ein Jahr später ging sie nach Los Angeles, um Bildende Kunst und Musik am California Institute of the Arts zu studieren. Es folgte ein Masterstudiengang in Musik an der New Yorker Columbia University, den Laura Rizzotto 2017 erfolgreich abschloss.
2011 veröffentlichte sie bei Universal Music Group (Brasilien) ihr Debütalbum Made in Rio. 2014 veröffentlichte sie unabhängig das Album Reason to Stay.
2018 gewann sie mit dem Titel Funny Girl das Festival Supernova und vertrat Lettland im Mai 2018 beim Eurovision Song Contest in Lissabon. Sie konnte sich jedoch nicht für das Finale qualifizieren.

## Diskografie

### Alben
- 2011: Made in Rio
- 2014: Reason to Stay

### EPs
- 2017: Ruby

### Singles
- 2011: Friend in Me
- 2014: Reason to Stay
- 2014: Teardrops
- 2014: Love It (The World Cup Song)
- 2017: The High
- 2017: Cherry on Top
- 2017: Red Flags
- 2017: Funny Girl
- 2018: Bonjour
- 2019: Tightrope